# Гюрджюлю
Гюрджюлю (азерб. Gürcülü) — село в Губадлинском районе Азербайджана.

## История
По данным «Свода статистических данных о населении Закавказского края, извлеченных из посемейных списков 1886 года», в селе Гюрджилу Али-кули-ушагинского сельского округа Зангезурского уезда Елизаветпольской губернии было 26 дымов и проживало 92 курда и 21 персиянин шиитского вероисповедания. Всё население являлось владельческими крестьянами.
В результате Первой карабахской войны в 1993 году перешло под контроль армянских вооружённых сил. В ходе 44-дневной Второй карабахской войны 2020 года село было освобождено от длительной армянской оккупации Вооружёнными силами Азербайджанской Республики.

## Топонимика
Существуют две версии основания села. Предположительно по одной из версий, село было названо так потому, что первыми жителями села были азербайджанские семьи из Грузии. Другая версия заключается в том, что помещики использовали на своей земле грузинских рабочих, и позже, даже несмотря на их возвращение, село называлось Гюрджюлю.

## География и климат
Село Гюрджюлю расположено на склоне Баргушатского хребта.